# Heinrich Meyer-Bürdorf
Le titre de cet article contient le caractère ü. Quand celui-ci n'est pas disponible ou n'est pas désiré, le nom de l'article peut être représenté comme Heinrich Meyer-Buerdorf .
Heinrich Meyer-Bürdorf, né le 13 décembre 1888 à Cassel et mort le 1er mai 1971 dans la même ville, est un General der Artillerie allemand qui a servi au sein de la Heer (armée de Terre) dans la Wehrmacht pendant la Seconde Guerre mondiale.
Il a été récipiendaire de la Croix de chevalier de la Croix de fer. Cette décoration est attribuée pour récompenser un acte d'une extrême bravoure sur le champ de bataille ou un commandement militaire couronné de succès.

## Décorations
- Croix de fer (1914)
  - 2e Classe
  - 1re Classe
- Croix d'honneur pour combattants 1914-1918
- Agrafe de la Croix de fer (1939)
  - 2e Classe
  - 1re Classe
- Croix allemande en Or (9 octobre 1942)
- Croix de chevalier de la Croix de fer
  - Croix de chevalier le 15 novembre 1941 en tant que Generalleutnant et commandant de la 131. Infanterie-Division[1]